# 트랜스포머 (종족)
트랜스포머 (Transformer) 종족들은 지각력, 자아, 지능을 가진 외계 지적 기계 생명체이다. 고향 행성으로는 사이버트론이며 또는 사이버트로니안 (Cybertronian) 이라고도 부른다.

## 상세
다중우주 (멀티버스) 설정으로 다른 세계관에서 다른 인물들이 존재한다. 영혼으로 스파크 (Spark) 라는게 있다. 여러 다중우주에서 세계관에 작품마다 탄생 기원이 다르다.여러 가지 모습이 있으며 오토봇과 디셉티콘이라는 두개의 편으로 나뉘어 있다.거희 모든 트랜스포머는 다른 차량을 스캔해서 스캔한 차량으로 변신 할 수 있다. 

## 그 외
일반인들은 가구, 휴대전화, 전자 제품, 물품들이 트랜스포머와 관련이 없는 걸 변신만 하면 트랜스포머라고 말한다.